# Catoctin Mountain
Catoctin Mountain forme la partie orientale des montagnes Blue Ridge dans les Appalaches, dans l'État du Maryland. Elle culmine à 572 m ou 579 m selon les sources.
Une partie de la montagne est protégée au sein du Catoctin Mountain Park. Le point d'accueil du parc – le Catoctin Mountain Park Visitor Center – est tout proche de Camp David, lieu de villégiature officiel des présidents des États-Unis.